# Silaum silaus
Genre
Espèce
Silaum silaus, le Cumin des prés, est une espèce de plantes à fleurs de la famille des Apiaceae et unique espèce du genre Silaum. C'est une plante herbacée trouvée en Europe.

## Statut
Cette plante est protégée dans le Nord-Pas-de-Calais et inscrite dans la liste rouge de cette région comme taxon quasi menacé (Toussaint 2011).